# Mario César Rodríguez
Mario César Rodríguez Madrid (* 31. Juli 1975 in Potrerillos) ist ein ehemaliger honduranischer Fußballspieler, welcher auf seiner Position im Mittelfeld aktiv war.

## Karriere

### Spieler

#### Klub
Von Real España kommend, wechselte er Anfang 2001 zum CD Victoria, wonach er im Sommer direkt weiter zu Deportes Savio zog. Zum Start des Jahres 2002 ging es für ihn weiter zu UNAH Pumas. Nachdem er über die zweite Jahreshälfte 2003 kurz für den CD Motagua auflief, kehrte er wieder zu den Pumas zurück schloss sich Mitte 2004 dem Platense FC an. Von Mitte 2005 bis Mitte 2009 spielte er wieder für Real España. Anschließend ließ er bis Ende 2010 seine Karriere beim CD Marathón ausklingen.

#### Nationalmannschaft
Sein Debüt in der honduranischen A-Nationalmannschaft gab er am 19. März 1999 bei einem 5:1-Sieg über Belize während der Gruppenphase des UNCAF Nations Cup 1999. Auch bei zwei Partien der Finalrunde kam er zum Einsatz. Später gehörte er zum Kader bei der Copa América 2001, wo er in zwei Gruppenspielen sowie allen Partien der K.o.-Runde eingesetzt wurde. Am Ende landete er mit seinem Team auf dem dritten Platz.
Nach der Copa bekam er für fast sechs Jahre keinen weiteren Einsatz in er Nationalmannschaft. Erst beim Gold Cup 2007 gehörte er wieder zum Kader und kam in allen Partien des Turniers zum Einsatz, bei welchem seine Mannschaft im Viertelfinale gegen Guadeloupe ausschied. Nach weiteren Freundschaftsspielen in den nächsten Jahren wurde er für den UNCAF Nations Cup 2009 nominiert und kam dort in allen Gruppenpartien, wie auch dem Spiel um Platz drei, zum Einsatz. Seine finale Partie für die Nationalmannschaft war eine 0:2-Niederlage gegen Costa Rica in der WM-Qualifikation 2010 am 11. Februar 2009.

### Trainer
In der Saison 2016/17 war er kurzzeitig als Trainer für den Estrella Roja FC aktiv.